# Maipú megye (Mendoza)
Maipú egy megye Argentína nyugati részén, Mendoza tartományban. Székhelye Maipú.

## Népesség
A megye népessége a közelmúltban a következőképpen változott:
| Év   | Lakosság |
| ---- | -------- |
| 2001 | 153 365  |
| 2010 | 172 332  |